# 法西斯行动队
法西斯行动队（意大利語：Squadrismo）是意大利境內支持意大利法西斯主义的民兵组织。1919年3月23日，墨索里尼于在米兰创建法西斯主义组织義大利戰鬥者法西斯。隨後法西斯行动队開始大幅擴張，很多法西斯行动队队员都加入了義大利戰鬥者法西斯。
1921年大选期间，尽管墨索里尼胜选，但暴力仍在继续。墨索里尼曾想約束法西斯行动队成員，但被法西斯行动队成员们完全无视。1922年10月28日向罗马进军期間，上千名法西斯行动队成员來到羅馬街頭。接着，国王维托里奥·埃马努埃莱三世任命墨索里尼为新政府首脑，但这依然没能阻止法西斯行动队成员们的暴力行为。
向罗马进军之后，政府想要终结一切非法暴力，最终在1926年颁布了《综合公共安全法》，将法西斯行动队成员的暴力行为定为非法 。1921年8月2或3日，墨索里尼与意大利社会党签订过渡性的《绥靖条约》，希望结束雙方民兵之间愈演愈烈的暴力冲突，但意大利北部各省的绝大部分法西斯行动队負責人都拒不接受新条约。一些法西斯行动队負責人开始对墨索里尼表达不满，在博洛尼亚到处张贴海报，称“墨索里尼背叛了法西斯主义”。